# John Vigilante
John Vigilante (né le 24 mai 1985 à Dearborn (Michigan) et mort le 19 juillet 2018) est un joueur professionnel américain de hockey sur glace.

## Carrière de joueur
Après deux saisons passées dans l'organisation des Predators de Nashville, John Vigilante signe un contrat d'une saison avec les Blue Jackets de Columbus. Il a joué son hockey junior avec les Whalers de Plymouth de la Ligue de hockey de l'Ontario au Canada. Il a joué trois saisons professionnelles, toutes dans la Ligue américaine de hockey.
John Vigilante meurt le 19 juillet 2018 à l'âge de 33 ans.

## Statistiques
| Saison    | Équipe                      | Ligue       |    | Saison régulière | Saison régulière | Saison régulière | Saison régulière | Saison régulière |   | Séries éliminatoires | Séries éliminatoires | Séries éliminatoires | Séries éliminatoires | Séries éliminatoires |
| Saison    | Équipe                      | Ligue       | PJ | B                | A                | Pts              | Pun              | PJ               | B | A                    | Pts                  | Pun                  |                      |                      |
| 2001-2002 | U.S. National Under-18 Team | NAHL        | 37 | 14               | 10               | 24               | 33               | -                | - | -                    | -                    | -                    |                      |                      |
| 2002-2003 | Whalers de Plymouth         | LHO         | 65 | 15               | 24               | 39               | 31               | 18               | 6 | 3                    | 9                    | 8                    |                      |                      |
| 2003-2004 | Whalers de Plymouth         | LHO         | 66 | 30               | 38               | 68               | 25               | 9                | 1 | 7                    | 8                    | 8                    |                      |                      |
| 2004-2005 | Whalers de Plymouth         | LHO         | 68 | 24               | 38               | 62               | 17               | 4                | 0 | 0                    | 0                    | 0                    |                      |                      |
| 2005-2006 | Whalers de Plymouth         | LHO         | 55 | 24               | 53               | 77               | 34               | 13               | 4 | 12                   | 16                   | 0                    |                      |                      |
| 2006-2007 | Admirals de Milwaukee       | LAH         | 62 | 8                | 19               | 27               | 10               | 2                | 0 | 0                    | 0                    | 2                    |                      |                      |
| 2007-2008 | Admirals de Milwaukee       | LAH         | 73 | 15               | 31               | 46               | 12               | 6                | 0 | 1                    | 1                    | 0                    |                      |                      |
| 2008-2009 | Crunch de Syracuse          | LAH         | 52 | 7                | 8                | 15               | 14               | -                | - | -                    | -                    | -                    |                      |                      |
| 2008-2009 | Flames de Quad City         | LAH         | 24 | 7                | 8                | 15               | 2                | -                | - | -                    | -                    | -                    |                      |                      |
| 2009-2010 | Griffins de Grand Rapids    | LAH         | 79 | 11               | 14               | 25               | 31               | -                | - | -                    | -                    | -                    |                      |                      |
| 2010-2011 | Asiago HC                   | Série A     | 39 | 18               | 27               | 45               | 16               | 18               | 7 | 16                   | 23                   | 8                    |                      |                      |
| 2011-2012 | Asiago HC                   | Série A     | 36 | 11               | 23               | 34               | 16               | 4                | 2 | 2                    | 4                    | 2                    |                      |                      |
| 2012-2013 | IK Oskarshamn               | Allsvenskan | 52 | 9                | 17               | 26               | 50               | 6                | 0 | 1                    | 1                    | 2                    |                      |                      |

## Transactions en carrière
- 7 décembre 2005 : signe un contrat comme agent libre avec les Predators de Nashville.
- 8 juillet 2008 : signe un contrat comme agent libre avec les Blue Jackets de Columbus.